# Zacharie Noterman

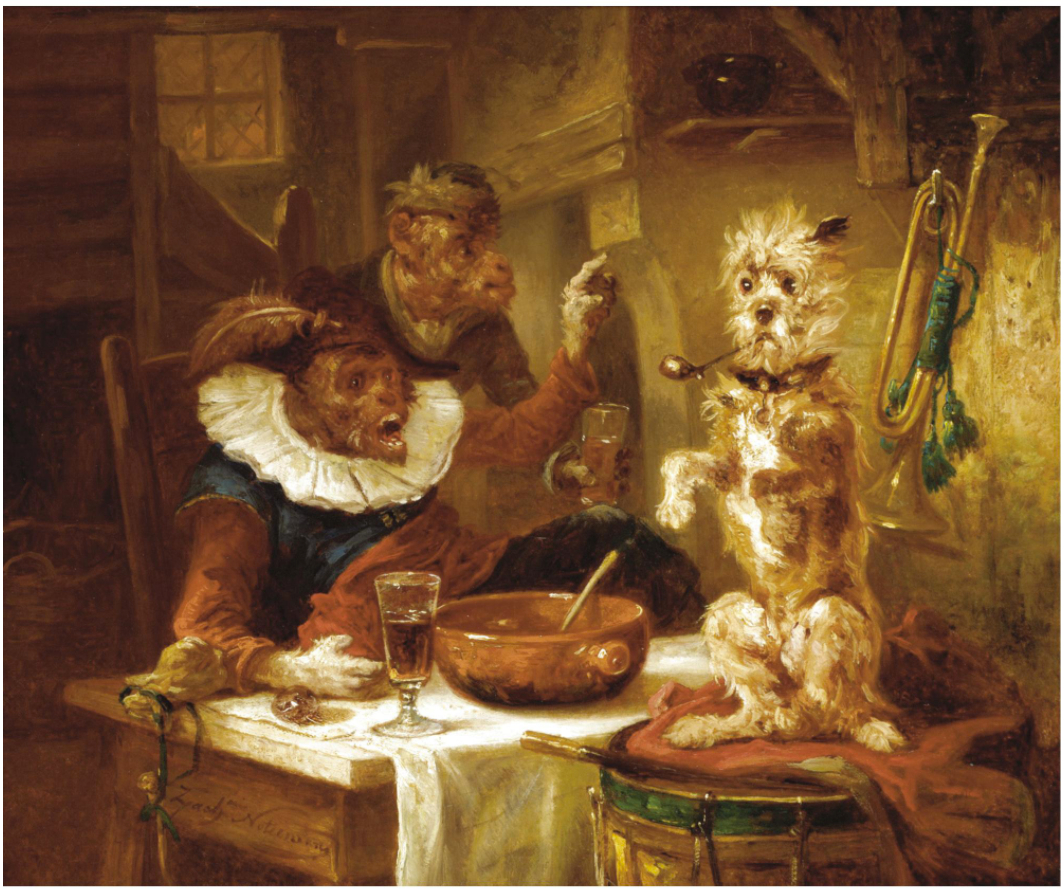
De circushond

Zacharie of Zacharias Noterman (Gent, 1823 - Parijs, 13 januari 1890) was een Belgisch schilder en graveur, gespecialiseerd in singeries en in hondenschilderijen. 

## Loopbaan
Hij werd geboren in Gent als zoon van een schilder-decorateur. Hij werd opgeleid door zijn oudere broer Emmanuel Noterman en vervolgde zijn studies aan de Koninklijke Academie voor Schone Kunsten van Antwerpen. 
In de Scheldestad woonde hij samen met zijn broer tot hij verhuisde naar Parijs. Met zijn humoristische singeries kende hij een zeker succes: hij liet zijn apen allerlei beroepen, spelletjes en genoegens bedrijven, zoals dobbelen, musiceren of roken. Andere schilderijen toonden honden en katten, en ook wel circussen. Hij maakte gravures met vergelijkbare onderwerpen. Tijdens zijn carrière nam hij verschillende keren deel aan de Parijse salon. Hij stierf in de Franse hoofdstad in 1890. 
Werk van Zacharie Noterman is te zien in Musée d'art et d'histoire de Cognac, het Musée des beaux-arts van Duinkerke, het Petit Palais in Parijs en de National Gallery of Canada in Ottawa.
- Art Gallery of South Australia: 12499
- RKD-Nederlands Instituut voor Kunstgeschiedenis: 60006
- Union List of Artist Names: 500022224
- Virtual International Authority File: 95818074